# Мы купили зоопарк
«Мы купили зоопарк» (англ.  We Bought a Zoo) — комедийная драма режиссёра Кэмерона Кроу по мотивам одноимённой книги мемуаров Бенджамина Ми (Mee, Benjamin. We Bought a Zoo. — London: HarperCollins, 2008). В США премьера состоялась 23 декабря 2011 года, в России — 8 марта 2012 года.

## Сюжет
Бенджамин Ми всё ещё скорбит о потере своей жены Кэтрин. К тому же его 14-летнего сына Дилана отчислили из школы, и это удручает отца. Бенджамин решает начать все заново, купив новый дом. Он объезжает много домов со своей 7-летней дочерью Рози и риелтором мистером Стивенсом, но не находит ничего подходящего, пока дочка не показывает ему буклет с фотографиями и планами здания, которое кажется идеальным. Они едут к этому большому старому дому, и Бенджамин, осмотрев внешний вид, интерьеры, оснащение, сообщает агенту по недвижимости, что, на его взгляд, дом идеален. Когда раздаётся рык льва, Стивенс объясняет, что в имении есть зоопарк, закрытый несколько лет назад, и если они хотят приобрести дом, то вместе с ним должны купить зоопарк.
В конце концов Ми решает купить зоопарк, увидев, как Рози с удовольствием играет с павлинами. Дилану, однако, ненавистна сама идея сменить место жительства, ведь он тем самым отдалится от своих друзей. Мальчик уходит в рисование, его творчество становится более мрачным после смерти матери. Брат Бенджамина Дункан пытается отговорить его от покупки, но тот все равно приобретает дом. Сотрудники зоопарка во главе с главным смотрителем — 28-летней Келли Фостер — помогают начать ремонт зоопарка с намерением открыть его для посещений. Когда Келли спрашивает у Бенджамина, почему он купил зоопарк, не имея никакого представления о том, как им управлять, Бенджамин отвечает вопросом на вопрос: «А что — нельзя?». Дилан дружит с двоюродной сестрой Келли — 13-летней Лили, обучающейся на дому. Она проявляет к нему интерес, но мальчик этого не замечает.
Строгий инспектор Министерства сельского хозяйства США (USDA) Уолтер Феррис прибывает с неожиданной проверкой и составляет смету расходов на ремонт, который обойдётся, по оценкам, примерно в 150 тыс. долларов, а таких денег у Бенджамина нет. Ронда Блэр, бухгалтер зоопарка, сплетничает, высказывая предположение, что Бенджамин, вероятно, продаст зоопарк. Моральный дух сотрудников падает из-за опасений, что тот, кто приобретёт участок со всей недвижимостью, может закрыть зоопарк.
Когда Лили говорит Дилану о том, что, по слухам, его семья, возможно, уедет, он откровенно радуется, и это ранит чувства девочки. Бенджамин обнаруживает, что его жена завещала ему инвестиционный счёт, присовокупив к нему инструкцию: использовать деньги с умом, прислушиваясь к сердцу, и не слушать брата. Дункан советует Бенджамину уйти и начать всё сначала с деньгами, но тот решает использовать деньги для ремонта сооружений и оснащения зоопарка. Это поднимает моральный дух сотрудников зоопарка. А вот Дилан недоволен, поскольку такие планы означают, что придётся остаться здесь. Он высказывает отцу своё несогласие с принятым решением, и между ними завязывается спор. Наутро, однако, они примиряются, и Дилан признаётся, что скучает по Лили. Бенджамин даёт сыну совет, используя свой любимый принцип, согласно которому нужно всего лишь 20 секунд храбрости, чтобы достичь великих целей. Бенджамин приходит к убеждению: вместо того чтобы начать все сначала, забыв о своей жене, он должен признать, что она навсегда останется неотъемлемой частью его жизни.
Перед торжественным открытием зоопарка Феррис провёл очень строгую проверку, после которой ему ничего не осталось, кроме как пожелать (хоть и неохотно) удачи его владельцу и персоналу. Дилан, следуя совету отца, признаётся Лили, что любит её, и Лили его прощает. 
За неделю до открытия, согласно прогнозам синоптиков, самый сильный дождь за последние 100 лет обрушился на зоопарк и его окрестности. Казалось, он смоет все сооружения и вольеры вместе с их обитателями. Однако стихия унимается, небо со временем проясняется и погода постепенно улучшается, тем не менее утром в торжественный день ожидаемые посетители не приходят, к разочарованию и огорчению хозяев и сотрудников зоопарка. Выясняется, что упавшее дерево заблокировало подъездную дорогу, а за этой барьером собралась целая толпа ожидающих помощи посетителей. Сотрудники принимают меры, и зоопарк заполняется людьми. Их пришло так много, что приготовленных билетов не хватило, и Бенджамину с Келли приходится срочно решать эту проблему — найти дополнительные билеты. Они оказываются лицом к лицу в сарае, где Келли признаётся Бенджамину, что он ей нравится, и поскольку девушка «не может справиться с этим», она целует Бенджамина и говорит, что, возможно, они смогут повторить это в канун Нового года; он целует её в ответ и говорит, что с нетерпением ждёт этого.
Бенджамин ведёт своих детей в ресторан, где некогда впервые встретил их мать, и объясняет, что именно тогда их существование стало возможным. Он рассказывает Дилану и Рози о том дне, когда набрался смелости, чтобы поговорить со своей будущей женой (потребовались те самые «20 секунд храбрости»), и подходит к столику, за которым она тогда сидела. Представив, будто она и теперь сидит там, Бенджамин спрашивает её, почему такая удивительная женщина разговаривает с кем-то вроде него. И она отвечает: «А что — нельзя?»…

## В ролях
| Актёр                | Роль                                      |
| -------------------- | ----------------------------------------- |
| Мэтт Деймон          | Бенджамин (Бен) Ми                        |
| Скарлетт Йоханссон   | Келли Фостер сотрудница зоопарка          |
| Томас Хейден Чёрч    | Дункан Ми старший брат Бена               |
| Колин Форд           | Дилан Ми сын Бена                         |
| Мэгги Элизабет Джонс | Рози Ми дочь Бена                         |
| Ангус Макфадьен      | Питер Маккриди ремонтник зоопарка         |
| Эль Фэннинг          | Лили кузина Келли                         |
| Патрик Фьюгит        | Робин Джонс художник                      |
| Джон Майкл Хиггинс   | Уолтер Феррис инспектор USDA              |
| Карла Галло          | Ронда Блэр секретарь и бухгалтер зоопарка |
| Джей Би Смув         | мистер Стивенс агент по недвижимости      |
| Стефани Шостак       | Кэтрин Ми жена Бена                       |
| Питер Ригерт         | Делберт Макгинти босс Бена                |
| Дези Лидик           | Шеа Сигер поклонница Бена                 |